# 貝爾納多奧伊金斯國家公園
50°0′S 74°00′W / 50.000°S 74.000°W

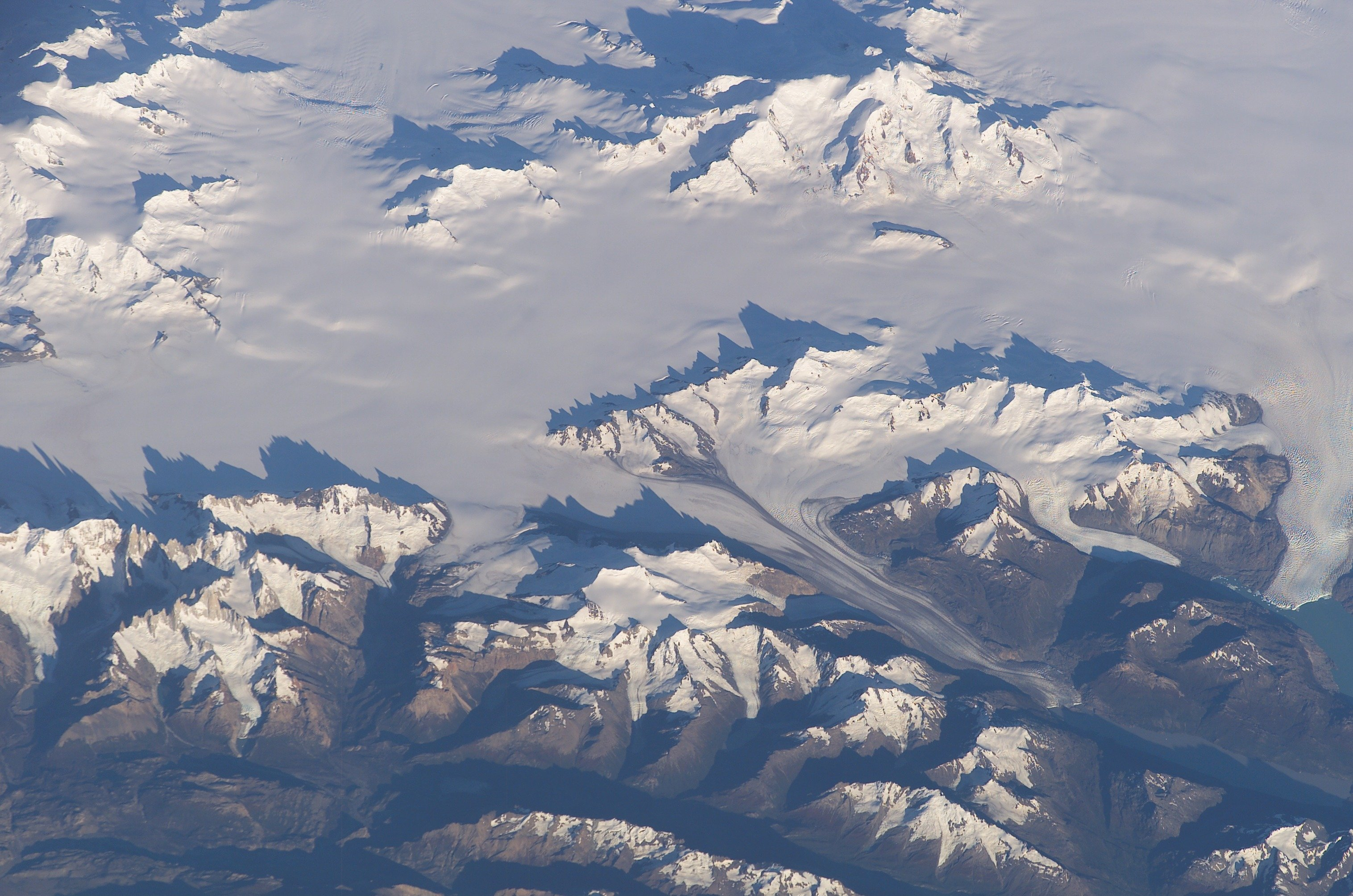

貝爾納多奧伊金斯國家公園是智利的國家公園，位於該國南部，由麥哲倫-智利南極大區負責管轄，成立於1969年2月，面積35,259平方公里，最高點海拔高度2,035米。

## 外部連結
- WCS in Chile's O'Higgins National Park
- Two sections of Turistel map （页面存档备份，存于）, showing park boundaries:  （页面存档备份，存于）,  （页面存档备份，存于）